# Vương Kỳ Sơn
Vương Kỳ Sơn (chữ Hán: 王岐山, bính âm: Wángqíshàn; sinh ngày 1 tháng 7 năm 1948) là chính khách nước Cộng hòa Nhân dân Trung Hoa. Ông nguyên là Đại biểu Đại hội đại biểu Nhân dân toàn quốc khóa XIII, Phó Chủ tịch nước Cộng hòa Nhân dân Trung Hoa. Ngày 17 tháng 3 năm 2018, ông được bầu làm Phó Chủ tịch nước Trung Quốc, dù ông không phải là Ủy viên Ban Chấp hành Trung ương Đảng Cộng sản Trung Quốc khóa XIX. Trước đó, Vương Kỳ Sơn giữ chức vụ Ủy viên Ban Thường vụ Bộ Chính trị Đảng Cộng sản Trung Quốc kiêm Bí thư Ủy ban Kiểm tra Kỷ luật Trung ương Đảng Cộng sản Trung Quốc và là nhân vật đứng thứ 6 trong Ban Thường vụ Bộ Chính trị Đảng Cộng sản Trung Quốc khóa XVIII, một trong 7 người nắm quyền lãnh đạo tối cao tại Cộng hòa Nhân dân Trung Hoa.

## Thông tin cơ bản
Vương Kỳ Sơn là người dân tộc Hán, gia nhập Đảng Cộng sản Trung Quốc từ tháng 2 năm 1983. Ông tốt nghiệp khoa Lịch sử trường Đại học Tây Bắc, bắt đầu tham gia công tác từ tháng 1 năm 1969.

## Quá trình công tác
Vương Kỳ Sơn gia nhập Đảng Cộng sản Trung Quốc khá muộn, ở tuổi 35, và làm việc trong ngân hàng trước khi trở thành thị trưởng Bắc Kinh năm 2004.
Sinh năm 1948 tại Thiên Tân, Vương được đưa đi làm việc tại Phùng Trang, huyện Diên An, tỉnh Thiểm Tây, trước khi làm việc tại Bảo tàng Thiểm Tây.
Sau khi tốt nghiệp Đại học Tây Bắc về lịch sử, Vương bắt đầu nấc thang chính trị với vị trí hàng đầu trong Trung tâm nghiên cứu phát triển nông thôn thuộc Hội đồng Nhà nước vào những năm 80, trước khi nhập vào Tập đoàn đầu tư và tín dụng Nông thôn Trung Quốc.
Năm 1989, Vương Kỳ Sơn là Phó Chủ tịch Ngân hàng xây dựng nhân dân Trung Quốc, tiền thân của Ngân hàng Xây dựng; Năm 1991-1993 là Phó Thống đốc Ngân hàng Trung ương (Thống đốc là Chu Dung Cơ); Tháng 1/1994, là Chủ tịch Ngân hàng Xây dựng.
Cuối năm 1997, được điều động làm Phó Chủ tịch điều hành tỉnh Quảng Đông - tỉnh có quy mô phát triển nhất của Trung Quốc. Thời gian ở Quảng Đông, theo Henry Paulson, cựu Bộ trưởng Tài chính Mỹ - khi đó là thành viên tập đoàn tài chính Goldman - Vương Kỳ Sơn dưới sự hậu thuẫn của Chu Dung Cơ đã thực hiện việc tái cơ cấu, cổ phần hóa các doanh nghiệp nhà nước tại Quảng Đông, qua đó khẳng định tài năng và quyền lực của ông. Sau kết quả này, Vương Kỳ Sơn về Bắc Kinh đảm nhiệm Giám đốc Ủy ban quốc gia về Tái cơ cấu kinh tế, trước khi làm Bí thư Tỉnh ủy Hải Nam (11/2002-4/2003).
Vào năm 2004, ông làm Thị trưởng Bắc Kinh, đóng vai trò then chốt trong việc tổ chức Olympic Bắc Kinh 2008.
Ông nhậm chức đúng lúc bệnh SARS đang hoành hành, và được ca ngợi đã giải quyết khủng hoảng một cách hiệu quả, thực hiện kiểm dịch chặt chẽ và hợp tác với Tổ chức Y tế Thế giới chứ không che giấu dịch bệnh.
Tháng 11/2012 Tại Hội nghị toàn thể lần thứ nhất Ủy ban Trung ương khoá XVIII Đảng Cộng sản Trung Quốc, Vương Kỳ Sơn được bầu vào Ban Thường vụ Bộ Chính trị Đảng Cộng sản và giữ chức Bí thư Ủy ban Kiểm tra Kỷ luật Trung ương Đảng Cộng sản Trung Quốc một trong 7 người nắm quyền lãnh đạo tối cao tại Cộng hòa Nhân dân Trung Hoa.
Ngày 17 tháng 3 năm 2018, phiên họp toàn thể lần thứ năm, trong khuôn khổ kỳ họp thứ nhất Đại hội đại biểu Nhân dân toàn quốc Trung Quốc khóa XIII (tức Quốc hội) đã bầu ông Vương Kỳ Sơn làm Phó Chủ tịch nước Cộng hòa Nhân dân Trung Hoa với kết quả 2969 phiếu thuận, 1 phiếu chống. Vương Kỳ Sơn trở thành Phó Chủ tịch Trung Quốc đã phá vỡ thông lệ 20 năm của lịch sử Đảng Cộng sản Trung Quốc bởi đây là lần đầu tiên, một đảng viên phổ thông, không phải Ủy viên Ban Chấp hành Trung ương Đảng Cộng sản Trung Quốc nắm giữ chức vụ này.

## Đánh giá
Ông Vương Kỳ Sơn được nhiều lãnh đạo phương Tây biết đến vì ông là người đại diện cho Trung Quốc tại các cuộc họp về kinh tế cũng như quan hệ kinh tế Mỹ - Trung.
Henry Paulson, cựu Bộ trưởng Tài chính Mỹ, mô tả ông Vương là "quyết đoán và hiếu kỳ", có khiếu hài hước.
Ông thường được so sánh với người được cho là dẫn dắt ông vào con đường chính trị - cựu thủ tướng Chu Dung Cơ. Cả hai người đều năng động và sẵn sàng thay đổi. Cả hai đều được gọi bằng danh hiệu "trưởng đội cứu hỏa" vì khả năng đối phó khủng hoảng.
Các tư chất đó khiến nhiều người cho rằng ông Vương làm thủ tướng thì sẽ tốt hơn thủ tướng hiện thời là ông Lý Khắc Cường. Theo Brooklings, công chúng Trung Quốc xem Vương Kỳ Sơn như người lãnh đạo có năng lực và đáng tin cậy trong các thời kỳ khủng hoảng.
Dựa trên kinh nghiệm trước đây của ông, Vương sẽ thúc đẩy phát triển thương mại và đầu tư nước ngoài, tự do hóa hệ thống tài chính Trung Quốc, cải cách thuế khóa vốn rất quan trọng trong quan hệ kinh tế giữa trung ương - địa phương.

## "Thường ủy " thứ 8
Đại hội 19 năm 2017 có tâm điểm là các phe đối lập với Tập Cận Bình tìm mọi cách loại Vương Kỳ Sơn ra khỏi Trung ương với lý do quá tuổi, Vương rút khỏi Trung ương. Tuy nhiên sau đó Vương được bầu làm Phó Chủ tịch nước và Ủy viên Ủy ban Công tác Ngoại sự Trung ương. Theo một số nguồn tin thì ông được dự và phát biểu tại các cuộc họp của Thường vụ Bộ Chính trị nhưng không có quyền biểu quyết.

## Đời tư
Ông Vương Kỳ Sơn cưới bà Diêu Minh Sơn khi họ gặp nhau vào năm 1969 bởi cả hai người đều phải về nông thôn làm việc. Cha vợ ông là Diêu Y Lâm, cựu ủy viên Bộ chính trị và Phó thủ tướng (1979 - 1987), Phó Thủ tướng thứ nhất (1987 - 1993).
Ông Vương có quan hệ tốt với cựu Chủ tịch Giang Trạch Dân.